# Charles Bakker
Charles Willem Gerard Bakker (Amsterdam, 29 november 1876 – aldaar, 13 augustus 1957) was een Nederlands schilder, graficus, tekenaar en docent.

## Leven en werk
Bakker was een zoon van de onderwijzer Johannes Anthonius Bakker (1842-1926) en Maria Regina Antonia Nieuwint. In 1915 trouwde hij met Jacoba Gerharda Maria Kriek. Bakker werd opgeleid aan de Amsterdamse Rijksnormaalschool voor Teekenonderwijzers bij Jan Derk Huibers. Hij maakte schilderijen, etsen, tekeningen en litho's van onder meer bloemen, landschappen en portretten. Hij was lid van de kunstenaarsvereniging Sint Lucas en exposeerde er meerdere malen.
Bakker was leraar aan het Rijksinstituut tot Opleiding van Teekenleeraren in Amsterdam en de Koninklijke School voor Kunst, Techniek en Ambacht in 's-Hertogenbosch en gaf les aan onder anderen Kuno Brinks, Dorus van Oorschot, Wim van de Plas en Tom Slager.